# Unterm Birnbaum (Günter Eich)
Unterm Birnbaum ist ein Hörspiel von Günter Eich nach Theodor Fontanes gleichnamiger Novelle. Die Ursendung im hr erfolgte am 3. September 1951 unter der Regie von Fränze Roloff.

## Inhalt
Ein Küstriner Justizrat hat den Gastwirt Hradschek unter Mordverdacht verhaftet. Der Strafverfolgungsbeamte will dem Verschwinden des Herrn Szulski auf den Grund gehen. Dieser vermisste Herr hatte am 28. November 1831 im Auftrage der Krakauer Weinhandlung Olszewski, Goldschmidt & Sohn den Gastwirt Hradschek am Ort der Handlung, einer Gastwirtschaft in einem Dorf nahe der Oder, aufgesucht. Pferd und Wagen des Reisenden waren am nächsten Tag in der Oder aufgefunden worden. Unter anderen wird der Hausknecht Jakob von dem Justizrat verhört. Jakob hatte von dem in der zeitigen Frühe abreisenden Herrn Szulski ein Trinkgeld bekommen. Die Umstände der Abreise waren dem Knecht merkwürdig vorgekommen. Szulski hatte geschwiegen, von Wuchs kleiner ausgesehen als sonst und war vermummt gewesen. Die 43-jährige Frau Ursel Hradschek war an jenem Morgen in der Nähe des Unglücksortes vom Nachtwächter Mewissen gesehen worden. Gegenüber dem Justizrat bestreitet sie die Behauptung Mewissens. Die alte Alwine Jeschke, eine Nachbarin Hradscheks, gibt zu Protokoll, der Wirt habe in der betreffenden Nacht so etwas wie eine Leiche unter seinem Birnbaum vergraben. Der Justizrat lässt graben. Der Totengräber fördert aber nur die Überreste eines Franzosen aus dem Jahr 1813 zu Tage. Hradschek, der erst seit 1821 in dem Dorf wohnt, muss aus dem Küstriner Gefängnis entlassen werden.
Hradschek wollte nur verdorbene Speckseiten vergraben.
Das Ehepaar Hradschek hat Herrn Szulski aus Geldgier umgebracht. Das weiß aber nur der Hörer. Der Wirt Hradschek macht seinen Stammgästen glauben, das Geld für den Ausbau der Gastwirtschaft käme aus einer Erbschaft seiner Frau. Die Frau hält nervlich nicht durch und stirbt. Zuvor halluziniert sie; begegnet einem Herrn Szulski, der sie ironisch-sarkastisch an seine Ermordung durch das Gastwirts-Ehepaar erinnert: Der Wirt hatte den Gast – vermutlich mit einem Hammer – erschlagen. Die Wirtin hatte seine Leiche samt Pferd und Wagen in die Oder befördert. Hradschek lebt ungefähr noch ein halbes Jahr: Er lacht sich in Berlin das Fräulein Editha an und will sie ehelichen. Da erscheint ihm im Traum die verstorbene Komplizin und ermahnt den Witwer, vor der Hochzeit sollte der Leichnam des Herrn Szulski im Keller der Gastwirtschaft ausgegraben und fortgeschafft werden. Der Wirt gehorcht grausend und kommt bei der Aktion um.

## Form
Das Stück kann als Hörspielfassung von Fontanes gleichnamiger Novelle gehört werden. Gruselig-Unheimliches – der tote Herr Szulski erscheint sowohl dem Mörder und seiner Frau – macht aus dem Stück mehr als ein gewöhnlich-plattes Kriminalhörspiel.
Das Hörspiel ist auch Heimatdichtung des Lebusers Günter Eich. Er stellt dem Stück Oder, mein Fluß – ein Lobgedicht auf die liebe Heimat – voran.

## Selbstzeugnis
Günter Eich nennt das Hörspiel „eine Kriminalgeschichte mit Grusel- und Gespenstereffekten“, in der das Mörderpaar in der  „Finsternis des bösen Gewissens“ untergeht.

## Produktionen
- 3. September 1951 im hr, Regie:Fränze Roloff, Musik: Winfried Zillig, Es sprachen Fritz Rémond den Hradschek, Edith Heerdegen seine Frau, Arthur Reynolds-Mainzer den Justizrat, Hans Martin Koettenich den Herrn Szulski, Walter Dennechaud den Jakob, Lars Doddenhof den Totengräber,  Lotte Kleinschmidt die Jeschke, und Else Knott die Editha.
- 14. April 1956 im NDR
- 23. Januar 1962 im BR und NDR
- 13. Januar 1967 im ORF Tirol.[3]

## Rezeption
- Die Rezension „Das Gewissen als Hauptakteur“ erschien am 10. September 1951 im „Evangelischen Pressedienst/Kirche und Rundfunk“.[4]

### Verwendete Ausgabe
- Günter Eich: Unterm Birnbaum. Nach Theodor Fontane (1951). S. 513–551 in: Karl Karst (Hrsg.): Günter Eich. Die Hörspiele I. in: Gesammelte Werke in vier Bänden. Revidierte Ausgabe. Band II. Suhrkamp, Frankfurt am Main 1991, ohne ISBN

### Sekundärliteratur
- Hans-Ulrich Wagner: Günter Eich und der Rundfunk. Essay und Dokumentation. Verlag für Berlin-Brandenburg, Potsdam 1999, ISBN 3-932981-46-4 (Veröffentlichungen des Deutschen Rundfunkarchivs; Bd. 27)